# Biohazard (film)
Biohazard – polski telewizyny film fantastycznonaukowy z 1977 roku w reżyserii Janusza Kubika. Scenariusz filmu powstał na podstawie noweli Konrada Fiałkowskiego pod tym samym tytułem. 
Zdjęcia do filmu powstały we wnętrzach Akademii Sztuk Pięknych w Łodzi.

## Fabuła
Tematyka filmu dotyczy moralnych aspektów transplantologii. Profesor Józef Molnar, były szef Instytutu Naukowego, trafia do prowadzonej przez siebie kiedyś placówki z powodu kłopotów ze zdrowiem. Tu dowiaduje się, że obecny szef Instytutu i jego dawny podwładny - doktor Ekberg - kontynuuje badania, z których profesor kiedyś się wycofał z powodu wątpliwości moralnych. Molnar zostaje ubezwłasnowolniony i poddany operacji. Kiedy się budzi po narkozie, z przerażeniem odkrywa, że ma własny mózg, wszczepiony w ciało Ekberga.

## Obsada
- Leszek Herdegen - profesor Józef Molnar
- Bogumił Antczak - doktor Egberg
- Grażyna Marzec - Meg
- Józef Duriasz - doktor Dorn
- Jan Paweł Kruk - Joss
- Jan Kasprzykowski
- Michał Pietrzak - Guy Love
- Tadeusz Sabara
- Piotr Stefaniak